# Amorpha
Amorpha L., 1753  è un genere di piante appartenenti alla famiglia  delle Fabacee (o Leguminose), che comprende varie specie spontanee nel Nordamerica e in parte (Amorpha fruticosa) spontaneizzate in altri continenti, Europa compresa.

## Descrizione
Il nome del genere (dal greco α = senza e μορφή = forma, quindi "deforme") allude a una caratteristica di questo genere che lo distingue dalla maggior parte degli altri generi di leguminose: il fiore possiede un solo petalo anziché cinque.

## Tassonomia

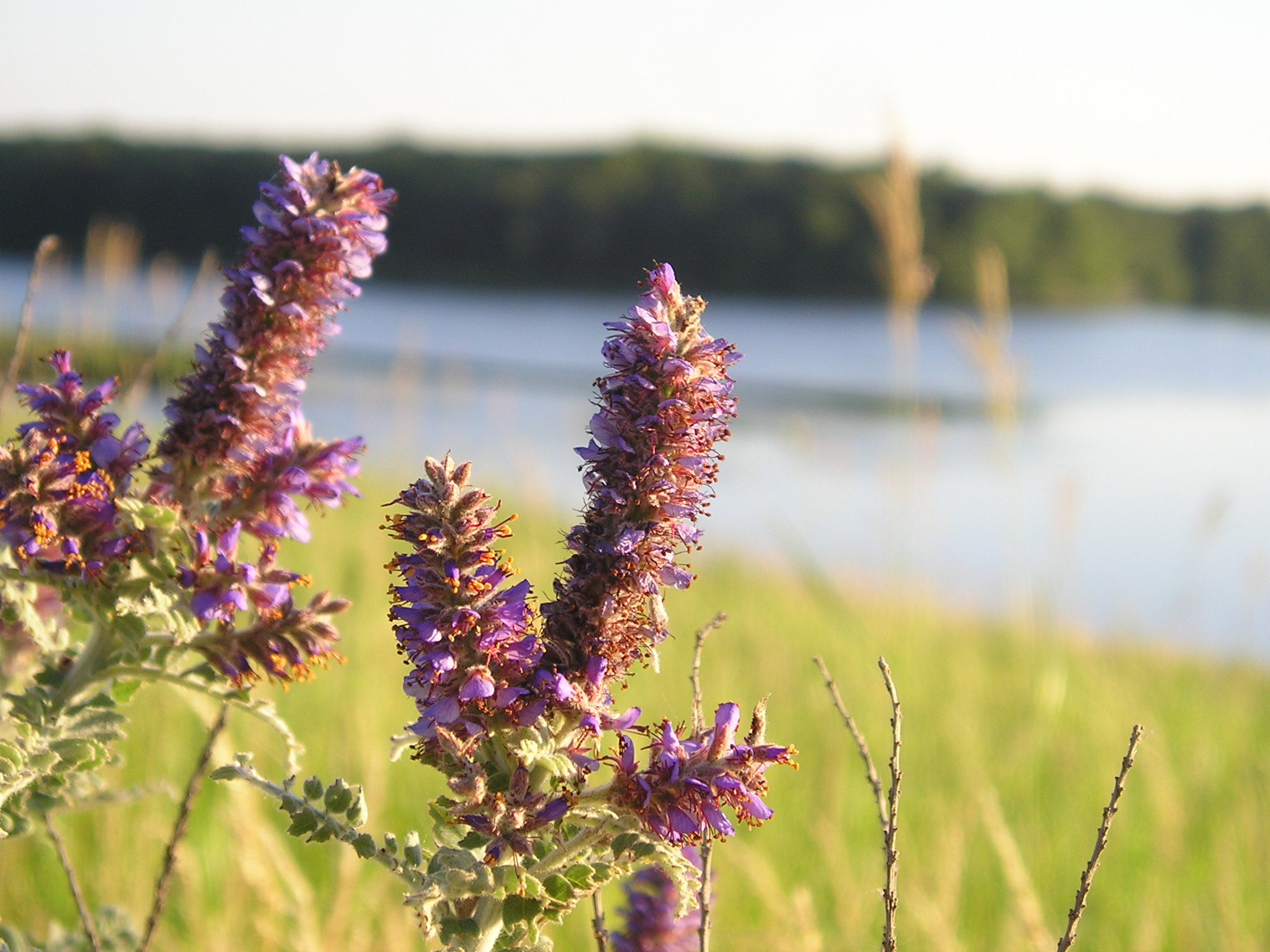
Amorpha canescens

Il genere Amorpha comprende le seguenti specie:
- Amorpha apiculata Wiggins
- Amorpha californica Torr. & A.Gray
- Amorpha canescens Pursh
- Amorpha confusa (Wilbur) S.C.K. Straub, Sorrie & Weakley
- Amorpha crenulata Rydb.
- Amorpha fruticosa L.
- Amorpha georgiana Wilbur
- Amorpha glabra Poir.
- Amorpha herbacea Walter
- Amorpha laevigata Torr. & A.Gray
- Amorpha nana C.Fraser
- Amorpha nitens F.E.Boynton
- Amorpha × notha E.J. Palmer
- Amorpha ouachitensis Wilbur
- Amorpha paniculata Torr. & A.Gray
- Amorpha roemeriana Scheele
- Amorpha schwerinii C.K.Schneid.